# كنيس الحارة الصغيرة
كنيس الحارة الصغيرة أو يشيفا ديغت (بالفرنسية: Yechiva Dighet)، هو كنيس ويشيفا (مدرسة دينية) يهودي تونسي غير مستعمل، يوالأهم في قرية الرياض على جزيرة جربة. يقع في شارع مختار عطية، شمال ساحة الاستقلال. يتبع الكنيس الملة السفاردية.

## التاريخ
شيّد الكنيس في السنوات 1930 من قبل المصلين أنفسهم، واسمه مستلهم من اسم قرية الرياض التي كانت قديما تسمى الحارة الصغيرة وكذلك جيرت، وهي الحي اليهودي القديم في ضواحي مدينة حومة السوق. 

وراء الواجهة الخارجية، يوجد فناء مربع يحيط به رواق معمد ذو ثلاثة أقواس، ويوجد في كل زواية قاعة مخصصة للدراسة. في آخر الفناء توجد قاعة مربعة وهي قاعة الصلاة، يعلوها منور مزخرف ومنحني وبه ثلاثة أقواس. قاعة الصلاة يمكن أن تؤدي لقاعات دراسة أخرى وللمكتبة.

مع انخفاض عدد الجالية اليهودية في القرية، هجر المبنى وأصبح في حالة متدهورة. بقية الجالية اليهودية في الرياض أصبحت تلتقي في كنيس الغريبة الكبير، الوقع في الضواحي الجنوبية للقرية.

## معرض الصور

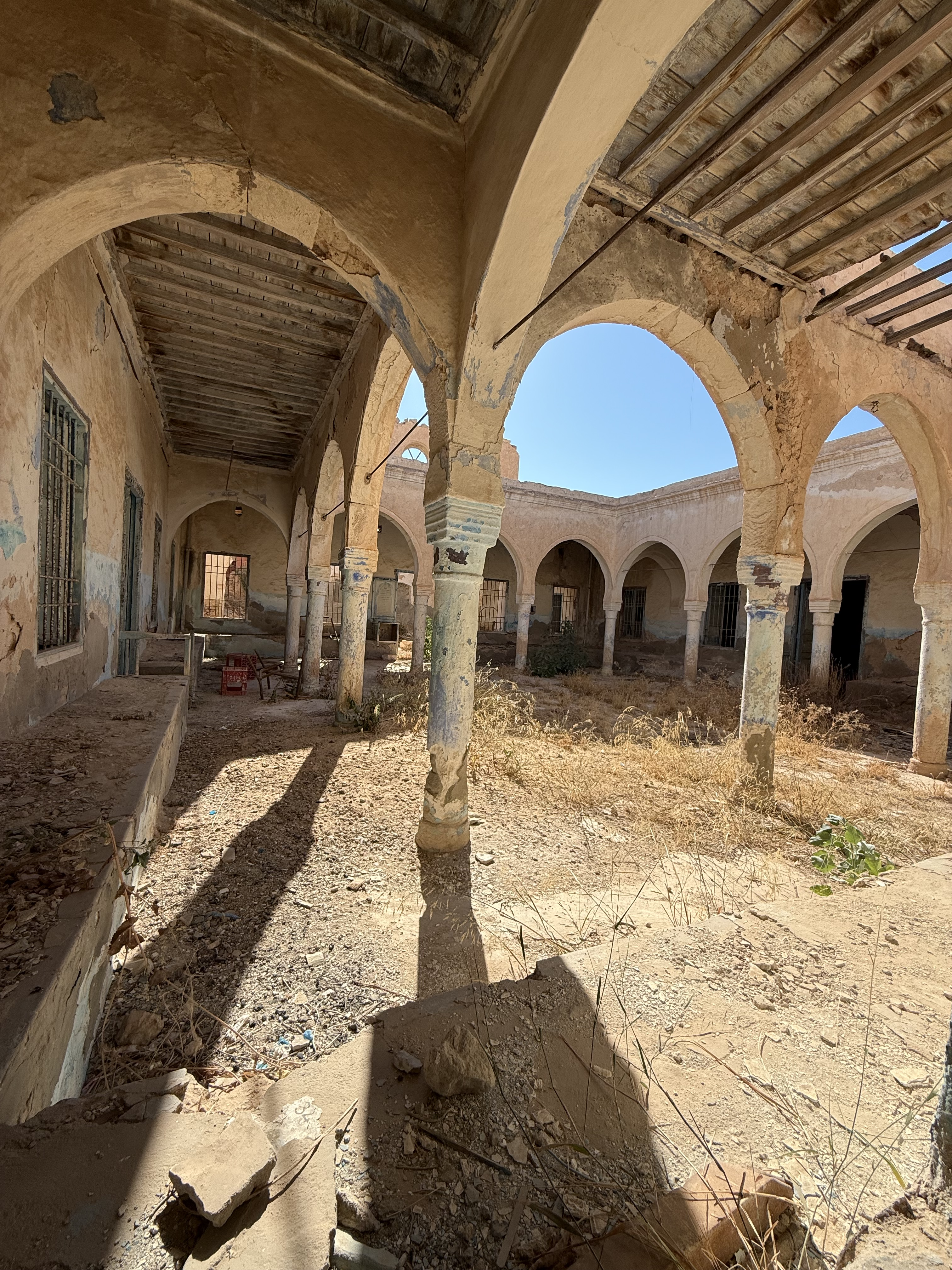
الكنيس من الداخل، 2025
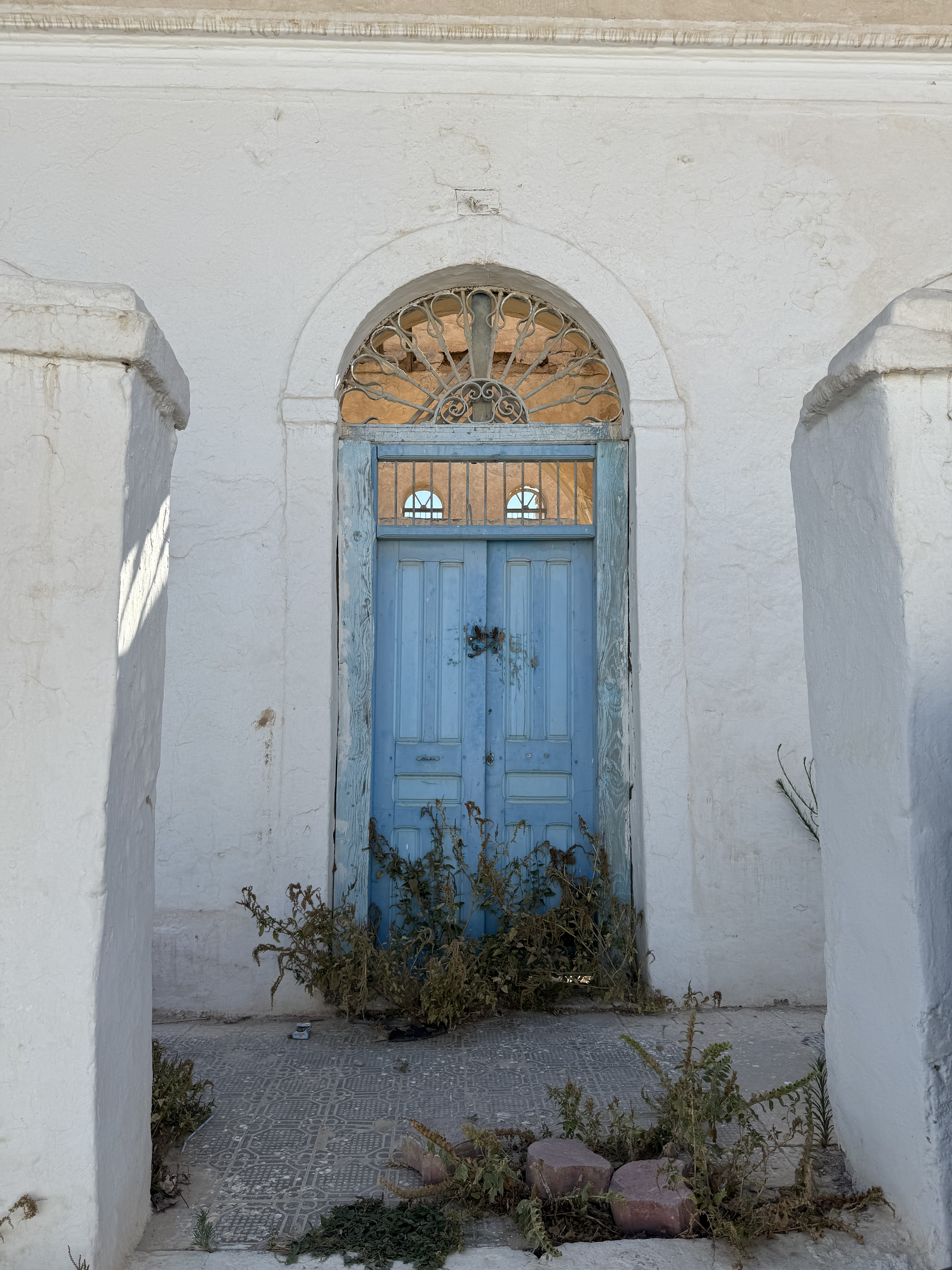
أحد أبواب الكنيس

## مقالات ذات صلة
- تاريخ اليهود في جربة
- يهود تونس